# Палила
Палила, или шафрановая вьюрковая цветочница (лат. Loxioides bailleui) — находящийся под угрозой вымирания вид птиц семейства вьюрковых.
Клюв палилы характерен для настоящих вьюрковых. Голова и грудь, окрашенные в золотистый цвет, контрастируют с серым или белым брюхом. Эта птица живёт в тесном симбиозе с золотистолистной софорой (Sophora chrysophylla), эндемичным гавайским деревом. Палила находится под угрозой преимущественно из-за разрушения жизненного пространства.
Эмиль Устале (Émile Oustalet) впервые описал вид в 1877 году. Первоначально Loxioides bailleui был отнесён к роду Psittirostra. В настоящее время палила классифицируется в монотипный род Loxioides.

## Описание
Голова и грудь палилы золотисто-жёлтого цвета. На животе оперение белое или сероватое, на верхней стороне серое. Крылья и хвост зеленоватые. У палила сильный чёрный клюв. Они достигают длины в 19 см. Имеется умеренный половой диморфизм. Самцы окрашены ярче и имеют чёрные уздечки между клювом и глазами. У палила короткий призыв и мелодичное пение. Призыв двусложен и слышен утром и вечером во время поиска корма.

## Распространение
В настоящее время распространение палилы ограничено верхними склонами Мауна-Кеа на острове Гавайи. Палила обитает на высоте от 2 000 м до 2 900 м над уровнем моря. Плотность популяции этих птиц растёт в областях, где больше в наличии стручковых плодов золотистолистой софоры.

## Образ жизни
Палила предпочитает сухие леса, луга, лавовые поля и местный подлесок.
Питание состоит почти исключительно из семян молодых стручковых плодов золотистолистной софоры. Они питаются семенами, удерживая при этом одной ногой стручковые плоды и ударяя по ним толстым специализированным клювом, чтобы вынуть зелёные горькие семена. Кроме этого палила питается ягодами Myoporum sandwicense и цветами золотистолистной софоры, а также почками и молодыми листьями. В качестве дополнительного ассортимента питания служат гусеницы (например, вида молей Cydia latefemoris) и другие насекомые, необходимые птице как источник белка.
Наличие семян золотистолистной софоры влияет на рост размножения и на выживание взрослых птиц. Палилы начинают питаться семенами с верховий гор, постепенно перемещаясь затем вниз по склону. В период засухи, когда не хватает семян растения, большинство птиц даже не пытаются гнездиться.
Период инкубации продолжается с февраля по сентябрь. Самка строит гнездо из трав, стеблей, корней и коры золотистолистной софоры. Лишайники и листья служат для выстилки гнезда. Обычно кладка состоит из 2 яиц. Оба родителя участвуют в выкармливании птенцов. Птенцы, прежде чем станут самостоятельными, остаются 31 день в гнезде.

## Угрозы
Сегодня палила распространена на территории менее 10 % своей первоначальной области распространения. В доисторическое время палила обитала даже на острове Оаху. В начале 20-го столетия палила ещё часто встречалась на Гавайях. Она жила на верхних склонах Мауна-Kea, на северо-западных склонах Мауна-Лоа и восточных склонах Гуалалай. В 1944 году учёные полагали, что палила почти вымерла. 11 марта 1967 года Служба по рыбным ресурсам и дикой природе США классифицировала палилу как находящийся под угрозой вид животных. В 1975 году популяция насчитывала всего лишь 1 614 экземпляров. В 1978 году по решению суда с критических жизненных пространств палилы были удалены одичавшие овцы и козы. При ежегодных подсчётах между 1980 и 1996 годами оценки варьировались между 1 584 и 5 683 особей, однако, без единой тенденции. В 1997 году на западном склоне Мауна-Kea оказалось 72 % всей популяции. В 2003 году BirdLife International оценил мировую популяцию в 6 000 птиц. Во время счётной акции в период с 2008 по 2009 год были подтверждены всего лишь 2 200 особей. В 2009 году вид получил статус находящегося в критическом состоянии (critically endangered).